# Maximilien Morillon
Maximilien Morillon (Bruxelles, 9 aprile 1517 – Tournai, 27 marzo 1586) è stato un vescovo cattolico belga.

## Biografia
Nato nel 1517 a Bruxelles (secondo altre fonti a Lovanio), era figlio di Guy Morillon, proveniente dalla Franca Contea e professore all'Università di Lovanio, ed Elisabeth de Mil. Compì gli studi universitari a Lovanio, terminandoli nel 1538, ed entrò successivamente nella carriera ecclesiastica. Dopo essere stato canonico di diversi capitoli francesi e belgi, diventò prevosto ad Aire-sur-la-Lys nel 1559. Entrato nella cerchia del cardinale Antoine Perrenot de Granvelle, primate del Belgio, ricoprì diversi incarichi ecclesiastici di prestigio.
Durante la rivolta dei pezzenti venne fatto prigioniero, in quanto vicino agli ambienti reali di Filippo II di Spagna, ma venne presto liberato. Passò gli anni successivi in esilio in Vallonia, dove si spese in favore della riconciliazione della popolazione con il monarca. Dal 1580 il suo nome fu proposto come successore di Pierre Pintaflour a capo della diocesi di Tournai, ma il re fece richiesta della nomina al papa solamente nel 1582.
Il 24 gennaio 1583 Morillon venne quindi nominato vescovo di Tournai da papa Gregorio XIII e fu consacrato il 16 ottobre successivo nella cattedrale di Notre-Dame dall'arcivescovo Louis de Berlaymont, insieme a Remi Drieux come co-consacrante. Mantenne l'incarico fino alla morte, avvenuta nel 1586 a Tournai, e venne sepolto nella cattedrale della diocesi.

## Genealogia episcopale e successione apostolica
La genealogia episcopale è:
- Cardinale Juan Pardo de Tavera
- Cardinale Antoine Perrenot de Granvelle
- Vescovo Frans van de Velde
- Arcivescovo Louis de Berlaymont
- Vescovo Maximilien Morillon

La successione apostolica è:
- Arcivescovo Joannes Hauchin (1583)
- Vescovo Clemens Crabbeels (1585)
- Vescovo Pierre Simons (1585)